# Dalbergieae

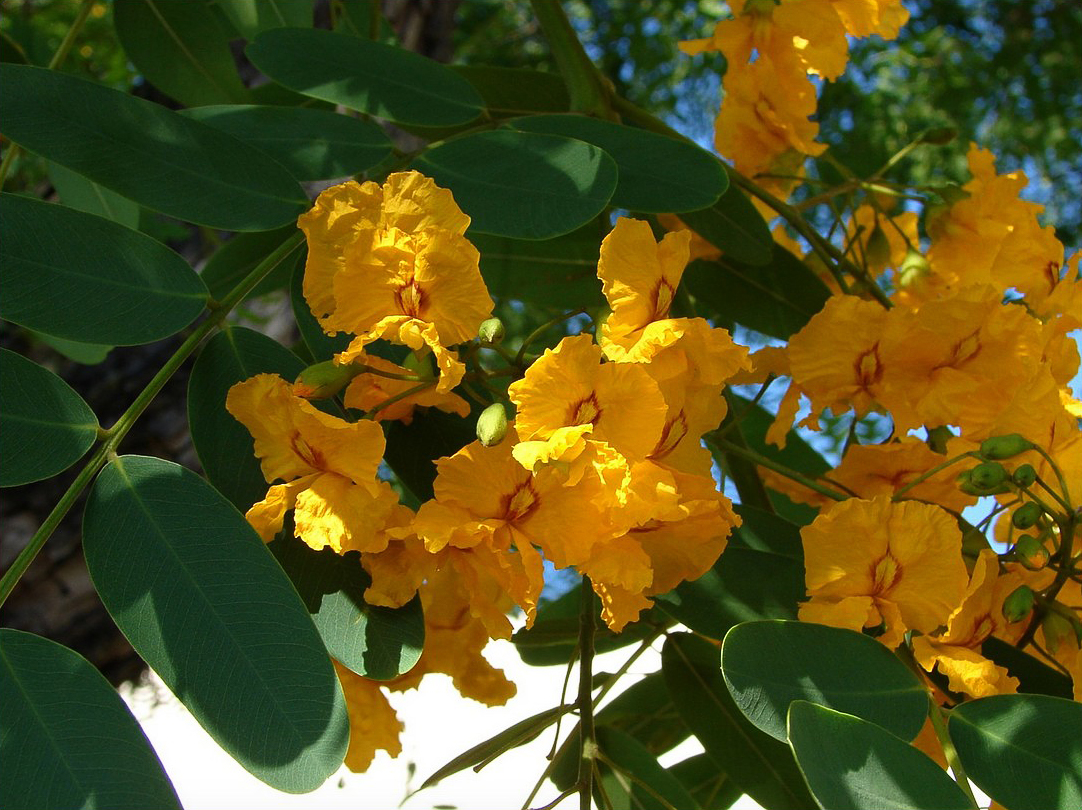
Květy subtropické dřeviny tipuany bolivijské

Dalbergieae je tribus (seskupení rodů) čeledi bobovité dvouděložných rostlin. Zahrnuje více než 1300 druhů ve 49 rodech a je rozšířen v teplejších oblastech celého světa. V Evropě není zastoupen. Jsou to byliny, dřeviny i liány se zpeřenými listy a motýlovitými květy. Mezi nejznámější zástupce patří podzemnice olejná, poskytující burské oříšky. Mnohé tropické druhy jsou vyhledávány jako zdroj hodnotného tvrdého dřeva (padouk, rosewood, africký eben aj.). Inokarp má jedlé plody, známé jako tahitské kaštany.

## Popis
Zástupci tribu jsou stromy, keře, liány nebo byliny. Dřevnatí zástupci mívají tvrdé dřevo. Listy jsou lichozpeřené nebo sudozpeřené, složené ze střídavých nebo vstřícných lístků. Pouze výjimečně jsou listy jednolisté nebo trojčetné. Květy jsou jednotlivé nebo uspořádané v úžlabních či vrcholových květenstvích různých typů, v hroznech, latách, svazečcích či okolících. Listeny podepírající květy mohou být velké a okrouhlé nebo podobné kališním lístkům. Kalich je zvonkovitý nebo dvoupyský, zakončený 5 zuby nebo laloky až téměř uťatý. Koruna je motýlovitá. Tyčinek je obvykle 10, mohou být jednobratré či dvoubratré ve dvou skupinách po 5 nebo je 1 tyčinka volná až srostlá s ostatními 9 nebo zcela chybí. Semeník je přisedlý až dlouze stopkatý a obsahuje 1 až několik vajíček. Plody jsou různorodé, mohou být poltivé a rozpadající se na jednosemenné díly, připomínající peckovici, křídlaté či ploché a zakřivené. Semena jsou ledvinovitá.

## Rozšíření
Tribus Dalbergieae zahrnuje 49 rodů a asi 1320 druhů. Největší rody jsou dalbergie (Dalbergia, 250 druhů), Adesmia (240), choulostice (Aeschynomene, 180) a Machaerium (130 druhů).
Zástupci tribu jsou rozšířeni téměř po celém světě od tropů po teplé oblasti mírného pásu. V Evropě tento tribus není zastoupen. Rody dalbergie (Dalbergia), křídlok (Pterocarpus), zornie (Zornia), choulostice (Aeschynomene) a stylosant (Stylosanthes) mají pantropické rozšíření. Některé rody mají disjunktní areál mezi tropickou Amerikou a Afrikou (např. Andira, Chapmannia, Machaerium).

## Taxonomie
V alternativním pojetí, použitém např. v díle Flora of China, je tribus Dalbergieae rozdělen na 2 triby: Dalbergieae s.str. a Aeschynomeneae. Hlavním znakem odlišujícím zástupce těchto dvou skupin jsou plody, které jsou u tribu Aeschynomeneae poltivé, nepukavé a rozpadavé na jednosemenné díly, zatímco u tribu Dalbergieae s.str. jsou většinou nepukavé, křídlaté a s jedinou semennou komůrkou, případně peckovice.
- tribus Dalbergieae s.str. (26 rodů, 825 druhů) - stromy, keře, rozšíření v tropech celého světa
- tribus Aeschynomeneae (23 rodů, 530 druhů) - byliny až keře, rozšíření po celém světě s výjimkou Evropy, od tropů po teplé oblasti mírného pásu.

## Zástupci
- amicie (Amicia)
- andira (Andira)
- brya (Brya)
- dalbergie (Dalbergia)
- choulostice (Aeschynomene)
- inokarp (Inocarpus)
- křídlok (Pterocarpus)
- podzemnice (Arachis)
- stylosant (Stylosanthes)
- tipuana (Tipuana)
- zornie (Zornia)

## Význam

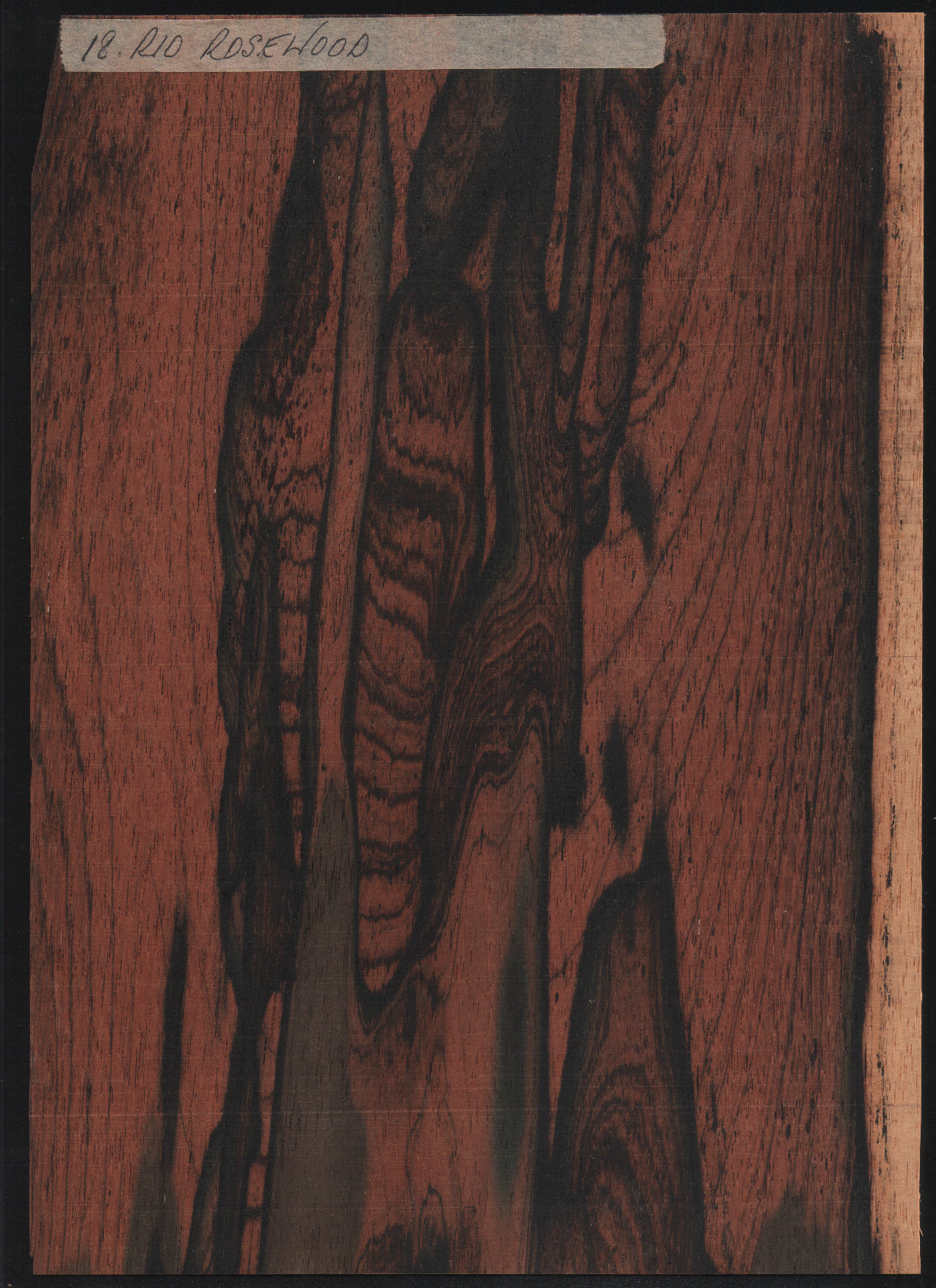
Rosewood - dřevo Dalbergia nigra

Podzemnice olejná (Arachis hypogaea) se pěstuje pro jedlá semena, burské oříšky. Jedlé plody, známé jako tahitské kaštany, má inokarp Inocarpus fagifer.
Mnohé tropické druhy tohoto tribu jsou vyhledávány jako zdroj kvalitního dřeva. Zvlášť ceněné dřevo poskytují africké, asijské i americké druhy rodu dalbergie (Dalbergia) a africké a asijské druhy křídloku (Pterocarpus). Africká dalbergie Dalbergia melanoxylon poskytuje černé dřevo, známé jako africký eben. Podobné dřevo je získáváno i z karibského druhu Brya ebenus. Z dalších vesměs amerických dřevin jsou těženy zejména různé druhy rodů Andira, Centrolobium, Hymenolobium, Machaerium, Platymiscium a Vatairea.
Různé bylinné druhy stylosantu (Stylosanthes) náležejí v některých oblastech tropů i mírného pásu mezi důležité krmné rostliny.
Tipuana bolivijská (Tipuana tipu) je ceněný okrasný strom pěstovaný v subtropických oblastech.

## Přehled rodů
Adesmia, Aeschynomene, Amicia, Andira, Arachis, Brya, Bryaspis, Cascaronia, Centrolobium, Chaetocalyx, Chapmannia, Cranocarpus, Cyclocarpa, Dalbergia, Diphysa, Discolobium, Etaballia, Fiebrigiella, Fissicalyx, Geissaspis, Geoffroea, Grazielodendron, Humularia, Hymenolobium, Inocarpus, Kotschya, Machaerium, Maraniona, Nissolia, Ormocarpopsis, Ormocarpum, Paramachaerium, Peltiera, Pictetia, Platymiscium, Platypodium, Poiretia, Pterocarpus, Ramorinoa, Riedeliella, Smithia, Soemmeringia, Stylosanthes, Tipuana, Vatairea, Vataireopsis, Weberbauerella, Zornia, Zygocarpum